# Scorton
Scorton is een civil parish in het bestuurlijke gebied Richmondshire, in het Engelse graafschap North Yorkshire met 1012 inwoners.